# دیکینسونیا
دیکینسونیا (به لاتین: Dickinsonia) یک گونه منقرض شده از جانوران اولیه است که در اواخر دوره ادیاکاران در مناطقی از استرالیا، چین، هند، روسیه و اوکراین امروزی زندگی می‌کردند. دیکینسونیا معمولاً شبیه به یک بیضه است که دندانه‌هایی، بصورت متقارن، در دو طرف او قرار دارد. در حال حاضر قرابتی میان دیکینسونیا و گونه‌های دیگر پیدا نشده‌است. نحوه رشد آن با گروه دوسوئیان سازگار است، برخی نیز پیشنهاد کرده‌اند که او به گونه‌ای از قارچ‌ها، یا حتی یک «فرمانرو منقرض شده» تعلق دارد. فسیل‌های دیکینسونیا مقدار قابل توجهی کلسترول دارند که نوعی از چربی است که به عنوان «نشانه حیات حیوانی» شناخته می‌شود.